# Heinz Harmel

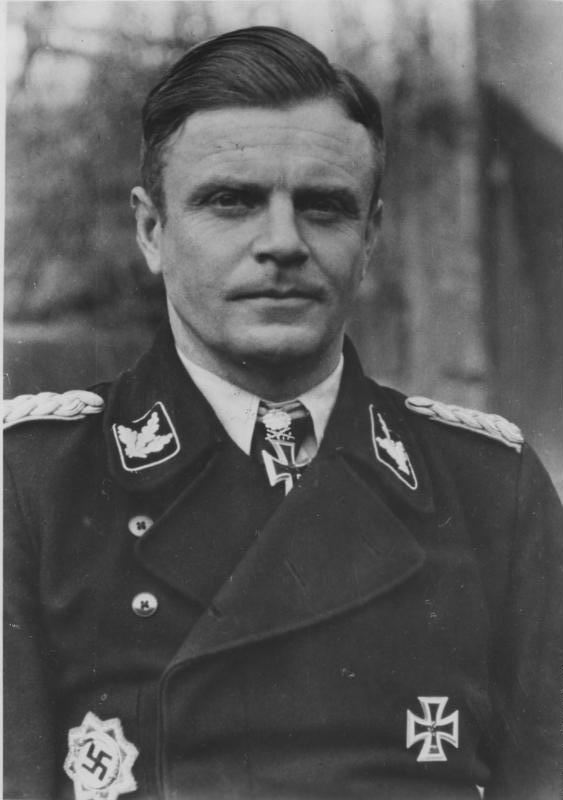
Heinz Harmel als SS-Brigadeführer, Dezember 1944

Heinrich Heinz Arthur Harmel (* 29. Juni 1906 in Metz; † 2. September 2000 in Krefeld) war SS-Brigadeführer und Generalmajor der Waffen-SS und im Zweiten Weltkrieg Kommandeur der 10. SS-Panzer-Division „Frundsberg“.

## Leben

### Herkunft
Harmel war der älteste Sohn des Stabsarztes im II. Bataillon des 4. Magdeburgischen Infanterie-Regiments Nr. 67 und späteren Generalstabsarztes Dr. Harmel und dessen Ehefrau, einer geborenen Kollbrecht.

### Militärkarriere
Harmel trat am 1. Mai 1926 als Berufsoffizieranwärter in die 15. Kompanie des 6. Infanterie-Regiments der Reichswehr in Ratzeburg ein. Aufgrund eines später behobenen Augenleidens wurde er jedoch bereits am 5. November 1926 als dienstuntauglich entlassen.
Harmel absolvierte bis Ende September 1928 eine landwirtschaftliche Ausbildung beim Gutsbesitzer Nolte in Görslow. Bereits am 10. März 1928 wurde Harmel Mitglied des Stahlhelms, dem er bis zum Jahresende 1933 angehörte. In den kommenden Jahren hatte er wechselnde Beschäftigungsverhältnisse als landwirtschaftlicher Beamter auf verschiedenen Gütern. Von Januar bis August 1934 war Harmel kurzzeitig Mitglied der SA.

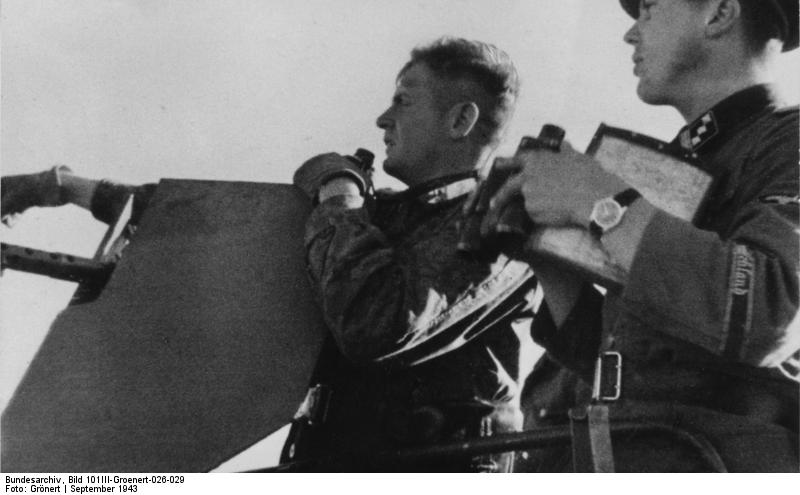
Heinz Harmel auf einem Schützenpanzer, Sowjetunion, September 1943

Er trat zum 2. Oktober 1935 als aktiver SS-Oberscharführer in die 1. Kompanie der SS-Standarte „Germania“ ein (SS-Nummer 278.276) und wurde regelmäßig befördert. 1939 wurde er Kompaniechef in der neu aufgestellten SS-Standarte „Der Führer“.
Als Kommandeur des SS-Infanterie-Regiments „Deutschland“ der SS-Division „Das Reich“ erhielt er am 29. November 1941 das Deutsche Kreuz in Gold.

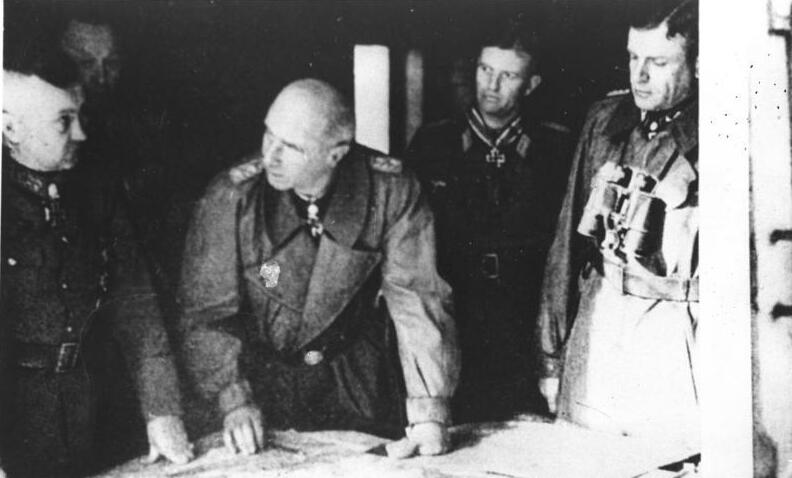
Heinz Harmel (rechts) mit Wilhelm Bittrich (Mitte) und Walter Model (links), Lagebesprechung während der Kämpfe um Arnheim, September 1944

Als Kommandeur des SS-Panzergrenadier-Regiments „Deutschland“ erhielt er am 31. März 1943 das Ritterkreuz des Eisernen Kreuzes und am 7. September 1943 wurde ihm das 296. Eichenlaub zum Ritterkreuz verliehen.
Am 27. April 1944 übernahm er das Kommando über die 10. SS-Panzer-Division „Frundsberg“. Zum 7. September 1944 erreichte er als Brigadeführer seinen höchsten Rang in der SS. Für die Abwehr der alliierten Luftlande-Operation Market Garden erhielt er am 15. Dezember 1944 die 116. Schwerter zum Ritterkreuz. Später kämpfte Harmel mit seiner Division im Elsass und ab Februar 1945 in Pommern, wobei er seine Untergebenen wie folgt anfeuerte:

„Wir haben den Bolschewisten ungeheure Menschen- und Materialverluste beigeführt (sic!). Wenn wir auch Gelände verloren haben, so haben wir doch die Gewissheit, dass der Bolschewik sie unter hohem Blut- und Materialzoll erkaufen musste… Frundsberg ist ein Magnet. Darauf sind wir stolz. Der Bolschewik soll sich an uns die Zähne ausbeißen.“

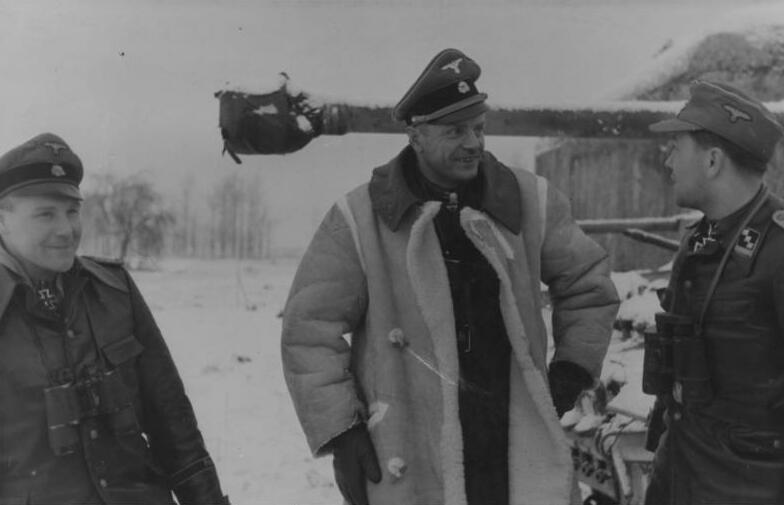
Heinz Harmel in der Mitte im Wintermantel mit SS-Obersturmführer (rechts) und SS-Obersturmbannführer Otto Paetsch (links) vor dem Rohr einer Panzerkanone, Westfront, Februar 1945

Im April war die Division schließlich in heftige Abwehrkämpfe in der Lausitz verwickelt, wobei sie im Rahmen der „Korpsgruppe Jollasse“ bei Spremberg eingekesselt wurde. Am 22. April 1945 brach die Korpsgruppe unter schweren Verlusten aus, wenige Tage später wurde Harmel auf Veranlassung von Generalfeldmarschall Ferdinand Schörner seines Postens enthoben und mit der Führung der SS-Junkerschule Klagenfurt beauftragt. Dort bildete er auf eigene Faust eine Kampfgruppe, mit der er erfolgreich die nahegelegenen Alpenpässe für sich zurückziehende deutsche Truppen offenhielt.

### Nachkriegszeit
Am 8. Mai 1945 kapitulierte Harmel mit seinen Truppen in Rosenthal bei Villach und befand sich bis 1947 in Kriegsgefangenschaft. Nach seiner Heimkehr erhielt er durch die Bundesrepublik Deutschland keine Generalspension und arbeitete später als Handelsvertreter für in- und ausländische Möbelfirmen.
1950 wurde Harmel 1. Landessprecher des Landesverbandes Nordrhein-Westfalen der HIAG, dem er auch 1980 noch angehörte. Er war außerdem 1. Ehrenvorsitzender und Ehrenmitglied des Landesverbandes. 1984 erhielt Harmel – 40 Jahre nach den Kämpfen in der Normandie – als Zeichen der deutsch-französischen Versöhnung eine Gedenkmedaille des französischen Küstenortes Bayeux, überreicht vom stellvertretenden Bürgermeister. Die Hintergründe dazu sind unklar. Der Bürgermeister der Stadt, Bernard Roquet, sagte später, er habe die Identität des Medaillenempfängers nicht gekannt. „Das war ein großer Fehler. Ich bin darauf nicht stolz!“, zitierte ihn die New York Times am 3. Juni 1984. „Für uns gibt es keine Versöhnung mit diesen alten Nazis“, erklärte Yves Jouffa, ein Veteran der Résistance.